# Ilene Graff
Ilene Susan Graff (sinh ngày 28 tháng 02 năm 1949 ở Brooklyn, New York) là một nữ diễn viên, ca sĩ người Mỹ. Bà nổi tiếng với vai diễn trong Martha Owens.

## Tiểu sử
Graff đã được sinh ra ở New York. Bà là con gái Claire, một giáo viên piano và giám đốc dàn hợp xướng và nhạc sĩ Jerome Lawrence Graff.

## Sự nghiệp
Công việc đầu tiên của bà là xuất hiện trên chương trình truyền hình Barnaby Jones và Laverne & Shirley. Năm 1985, bà đạt được vai diễn nổi tiếng nhất trong sự nghiệp, vai vợ của Bob Uecker trong bộ phim hài Mr. Belvedere.

## Cuộc sống cá nhân
Graff kết hôn với nhạc sĩ Ben Lanzarone năm 1978, họ có chung một đứa con gái Nikka Graff . Ilene là chị gái của Todd Graff.. Em họ của cô là nữ diễn viên Randy Graff..